# Freden i Fredrikshamn
Freden i Fredrikshamn (finska: Haminan rauha; ryska: Фридрихсгамский мирный договор) var det fredsavtal mellan Sverige och Ryssland som avslutade finska kriget 1808–1809.
Avtalet undertecknades i den dåvarande ryska staden Fredrikshamn den 17 september 1809 av Anders Fredrik Skjöldebrand och Curt von Stedingk från den svenska sidan, och av Nikolaj Rumjantsev och David Alopaeus från den ryska. Avtalsdokumentet skrevs på franska.
Enligt fördraget fick Sverige avträda hela Finland, Åland samt de delar av dåvarande Västerbotten och Lappland som var belägna öster om Torne-Muonio-Könkämä älv till Ryssland.
De avträdda områdena bildade efter freden Storfurstendömet Finland.
Stedingk skrev om avtalet: "Himmeln är mitt vittne, att jag skulle velat underskriva min död hellre än denna fred."
I december 1809 följde freden med Danmark, vilken återställde förhållandena som de hade varit före kriget, och på nyåret fick Sverige fred även med Frankrike. Den kostade Sverige visserligen inte några landavträdelser, men Sverige tvingades förplikta sig att anta kontinentalsystemet och alltså utestänga alla engelska fartyg och engelska handelsvaror från sina hamnar med undantag för nödvändighetsvaran salt, som dock inte heller den fick införas på engelska fartyg.

Gränsdragning efter freden i Fredrikshamn.

### Fotnoter
1. ↑  ”Finland” (på engelska). World Statesmen. 19 mars 1809. http://www.worldstatesmen.org/Finland.html. Läst 19 juli 2015.
2. ↑  Grimberg, Carl. ”46 (Svenska folkets underbara öden / VIII. 1809 års män, Karl Johans och Oskar I:s tid samt Vårt näringsliv och kommunikationsväsen under teknikens tidevarv 1809-1859)”. runeberg.org. https://runeberg.org/sfubon/8/0048.html. Läst 27 oktober 2022.
3. ↑  Grimberg, Carl. ”49 (Svenska folkets underbara öden / VIII. 1809 års män, Karl Johans och Oskar I:s tid samt Vårt näringsliv och kommunikationsväsen under teknikens tidevarv 1809-1859)”. runeberg.org. https://runeberg.org/sfubon/8/0051.html. Läst 27 oktober 2022.